# أرليت فورتن
أرليت فورتن (بالإنجليزية: Arlette Fortin)‏‏ (1949 في ساغينيه - 11 أغسطس 2009 ) كاتِبة من كندا.